# 岱山岛
岱山岛，是舟山群岛主要岛屿之一，属中国浙江省舟山市岱山县管辖，位于舟山岛以北约30公里，全岛面积104.97平方公里，人口115,568人（2000年）。
舟岱大桥建成后，连接浙江舟山的富翅岛、舟山本岛、长白岛、岱山岛、鱼山岛5座岛屿。